# ایر نیوزیلند لینک
ایر نیوزلند لینک (به انگلیسی: Air New Zealand Link) یک شرکت هواپیمایی با کد یاتا NZ است که در تاریخ ۱۹۹۱ میلادی تأسیس شده است.